# Leonid Parfionow
Leonid Giennadjewicz Parfionow (ros. Леонид Геннадьевич Парфёнов, ur. 26 stycznia 1960 w Czerepowcu, w obwodzie wołogodzkim w ZSRR) – rosyjski dziennikarz telewizyjny, reżyser, były członek Rady Rozwoju Społeczeństwa Obywatelskiego i Praw Człowieka Prezydenta Rosji.

## Życiorys
W 1977 wstąpił do wydziału dziennikarstwa Leningradzkiego Uniwersytetu im. Andrieja Żdanowa, który ukończył w 1982 roku. Za czasów ZSRR jego artykuły zamieszczały czołowe periodyki radzieckie takie jak: Krasnaja Zwiezda, Prawda, Moskowskije Nowosti, Ogoniok. Jest jednym z twórców dziennikarskiej szkoły NTW i autorem kultowego programu publicystycznego „Onegdaj” (ros. Намедни, Namiedni), który prowadził w latach 1990–2004. Mówi się, że 25 listopada 2010 roku Leonid Parfionow dał wspaniały przykład odwagi cywilnej, gdy podczas odbierania nagrody im. Włada Listiewa oświadczył przed kamerami i w obecności wysokich przedstawicieli aparatu państwa:

W naszej telewizji o najwyższej władzy, tak jak o zmarłym, można mówić dobrze albo wcale... W każdym istotnym materiale telewizyjnym można łatwo odgadnąć cele i zadania władzy, jej nastroje, odkryć jej przyjaciół i wrogów. To nie informacja, a PR lub czarny PR wygodny dla władz. I oczywiście autopromocja...Nie mam prawa nikogo oskarżać, sam nie jestem bojownikiem i od innych nie oczekuję bohaterstwa. Ale trzeba chociaż nazwać rzeczy po imieniu